# Mahir
Mahir (arabisch ماهر, DMG Māhir) ist ein männlicher Vorname.

## Herkunft und Bedeutung
Mahir ist ein arabischer und türkischer männlicher Vorname (arabischer Herkunft) mit der Bedeutung „geschickt, erfahren, geeignet“.
Er kommt vor allem auf der Balkanhalbinsel (Bosnien, Sandžak), in der Türkei und im arabischen Raum vor.
Außerdem wird er, meist aber nur im arabischen Raum, als Familienname verwendet, wie auch viele andere Eigennamen im Arabischen als Familiennamen verwendet werden.
In manchen Transkriptionen wird statt „Mahir“ „Maher“ geschrieben. Das a von Mahir ist gedehnt, während das i kurz ist.

## Namensträger

### Vorname
- Mahir Agva (* 1996), deutscher Basketballspieler
- Mahir al-Assad (* 1967), syrischer Militär
- Maher el-Beheiry (* 1943), ägyptischer Richter
- Mahir Çakar (* 1945), türkischer Hornist
- Mahir Çayan (1946–1972), türkischer Revolutionär und Mitbegründer der Türkischen Volksbefreiungspartei-Front
- Mahir Oral (* 1980), deutscher Boxer türkischer Abstammung
- Mahir Sağlık (* 1983), türkischer Fußballspieler
- Mahir Sahin (* 1979), türkischer Fußballspieler und -trainer
- Mahir Savranlıoğlu (* 1986), türkischer Fußballspieler
- Eddy Mahir Sidra (* 1989), sudanesisch-kanadischer Fußballspieler
- Mahir Şükürov (* 1982), aserbaidschanischer Fußballspieler
- Mahir Ünal (* 1966), türkischer Politiker

### Familienname
- Aḥmad Māhir (1888–1945), ägyptischer Ministerpräsident
- Mirja Mahir (* 1974), deutsche Schauspielerin
- Sabri Mahir (* 1890), türkischer Boxer und Boxtrainer

## Musik
- Sevinç Eratalay – Mahir'in Türküsü[4]
- Sevinç Eratalay – Mahir Yoldaş[5]
- Emekçi – Mahir İle Yoldaşları